# Pelecinotus cristagalli
Pelecinotus cristagalli är en insektsart som beskrevs av Bolívar, I. 1902. Pelecinotus cristagalli ingår i släktet Pelecinotus och familjen gräshoppor. Inga underarter finns listade i Catalogue of Life.